# Maria Grčar
Maria Elżbieta Grčar (ur. 19 kwietnia 1934 w Wilnie, zm. 26 października 2021 w Krakowie) – doktor psychologii, członek założyciel i długoletni prezes Stowarzyszenia Psychologów Sądowych w Polsce, działaczka Konfederacji Polski Niepodległej. 
Jej ojciec Józef Otto, Słoweniec z pochodzenia, był kapitanem Wojska Polskiego. Ranny w obronie Lwowa w 1939 r., uciekł z niewoli sowieckiej. W 1940 stanął na czele Obwodu ZWZ-AK Tarnów. W 1942 awansowany do stopnia majora. Aresztowany przez Niemców i zamordowany 31 maja 1943 w KL Auschwitz. Jej matka, Irena Bronikowska, pochodziła z wsi Róża w parafii Zasów. 
Maria Elżbieta zdała maturę w II Liceum w Cieszynie. Studiowała psychologię na Uniwersytecie Jagiellońskim, gdzie obroniła pracę magisterską, a następnie doktorską. Całe życie zawodowe przepracowała w Instytucie Ekspertyz Sądowych w Krakowie, gdzie była organizatorem i kierownikiem Pracowni Psychologii Sądowej. W 1989 r. była członkiem założycielem, a następnie długoletnim prezesem, Stowarzyszenia Psychologów Sądowych w Polsce. Ceniony dydaktyk, wykładowca uniwersytecki. Autorka artykułów naukowych. Inicjator wielu działań na rzecz rozwoju psychologii sądowej. Dążyła skutecznie do wprowadzenia psychologii sądowej jako przedmiotu wykładanego na uniwersytetach.
Od 13 grudnia 1981 r. działała w podziemnej „Solidarności”; organizując m.in. przemycanie (przez Norwegię) wydawnictw paryskiego Instytutu Literackiego. Współpracowała również z krakowskim Arcybiskupim Komitetem Pomocy Więźniom Politycznym i Internowanym oraz z domami dziecka sióstr albertynek. 
Podjęła współpracę z Konfederacją Polski Niepodległa, używając ps. „Bajeczna” (od nazwy ulicy, przy której mieszkała). W 1987 r. przejęła wydawanie organu II Obszaru KPN „Opinii Krakowskiej”. Używała też pseudonimu "Grażyna Sęk", od słowa „grćar”, co po słoweńsku oznacza „sęk”. W 1989 była delegatką z II Obszaru na III Kongres KPN w Warszawie i Krakowie. Z ramienia KPN kandydowała (bezskutecznie) w wyborach kontraktowych w 1989 r. do Senatu (z okręgu kieleckim) i w 1991 r. (z okręgu tarnowskiego). 
Odznaczona Krzyżem Oficerskim OOP i Krzyżem Wolności i Solidarności oraz odznaką „Dziękujemy za Wolność”. 
Matka dwojga dzieci, syna – artysty malarza i córki – ratownika medycznego. Zgodnie ze swoją wolą pochowana w Lublanie w Słowenii.